# Rondeletiasläktet
Rondeletiasläktet (Rondeletia) är ett växtsläkte i familjen måreväxter med cirka 125 arter. De förekommer i nya världens tropiker. I Sverige odlas arten rondeletia (R. odorata) som krukväxt.
Släktet innehåller hermafroditiska buskar eller träd. Bladen är motsatta eller kransställda, Blomställningarna är toppställda eller sitter i bladvecken. fodret är fyr- till femflikigt. Kronan är fyr- till femflikig, ibland med skägg i svalget. Frukten är en kapsel med platta eller vingade frön.

### Webbkällor
- Svensk Kulturväxtdatabas
- GRIN Taxonomy for Plants